# Pustovlah
Pustovlah (Servisch cyrillisch Пустовлах) is een plaats in de Servische gemeente Novi Pazar. De plaats telt 28 inwoners (2002).